# 손진호
손진호(孫鎭浩, 1973년 11월 26일 ~ 현재)는 대한민국의 영화 배우이다.

## 학력
- 중앙대학교 연극학과 졸업(93학번)

## 출연작

### 영화
- 1999년 《해피엔드》 ... 앞자리 대학생 역
- 2001년 《파이란》 ... 뉴스 캐스터 역
- 2002년 《결혼은, 미친 짓이다》 ... 사진사 역
- 2002년 《일단 뛰어》 ... 성환 의사 2 역
- 2002년 《좋은 사람 있으면 소개시켜 줘》 ... 현수 동료 역
- 2002년 《로드무비》 ... 전경 역
- 2002년 《살인의 추억》 ... 경찰 역
- 2003년 《튜브》 ... 도움날 역
- 2003년 《황산벌》 ... 전령 2 역
- 2003년 《해피 에로 크리스마스》 ... 해병대 역
- 2004년 《알포인트》 ... 오규태 역
- 2006년 《괴물》 ... 격리공간 의사 2 역
- 2006년 《아랑》 ... 감식반 1 역
- 2006년 《국경의 남쪽》 ... 사진사 역
- 2006년 《Mr. 로빈 꼬시기》 ... 택시기사 역
- 2007년 《이대근, 이댁은》 ... 막내/동료 역
- 2007년 《황진이》 ... 형방 비장 역
- 2007년 《만남의 광장》 ... 젊은 남쪽 이장 역
- 2007년 《마을금고 연쇄습격사건》 ... 담당의사 역
- 2008년 《크로싱》 ... 중국 주재 한국 대사관 직원 역
- 2008년 《그치지 않는 비는 없다》 (단편)
- 2008년 《히어 아이 엠》 ... Mr. 오 역(단편)
- 2009년 《킬미》 ... 여경 의사 역
- 2012년 《전망 좋은 집》 ... 고성춘 부장 역
- 2013년 《짓》 ... 경찰 역

### 드라마
- 2007년 《별순검 시즌 1》
- 2007년 《태왕사신기》
- 2008년 《온-에어》
- 2008년 《별순검 시즌 2》
- 2010년 《별순검 시즌 3》
- 2011년 《49일》
- 2011년 《마이더스》
- 2011년 《호박꽃 순정》
- 2011년 《시티헌터》
- 2011년 《짝패》
- 2011년 《내게 거짓말을 해봐》 - '우리 소리 알리기'의 진행자 역
- 2011년 《미쓰 아줌마》
- 2011년 《보스를 지켜라》
- 2011년 《뱀파이어 검사》
- 2011년 《뿌리깊은 나무》
- 2012년 《태양의 신부》
- 2012년 《굿바이 마눌》
- 2012년 《하이킥3》
- 2012년 《인현왕후의 남자》 - 의사 역
- 2012년 《추적자 THE CHASER》 - 의사 역
- 2012년 《닥터 진》
- 2012년 《내 사랑 나비부인》
- 2013년 《야왕》
- 2013년 《돈의 화신》
- 2013년 《결혼의 여신》
- 2014년 《감자별》
- 2014년 《기황후》
- 2014년 《너희들은 포위됐다》
- 2014년 《비밀의 문》

### 연극
- 2000년 《저 별이 위험하다》
- 2001년 《둥그대상실 여도당실》
- 2001년 《풍선 교향곡》
- 2002년 《오래된 약속》
- 2002년 《사천의 착한 사람》
- 2003년 《소나기》
- 2004년 《서바이벌 캘린더》
- 2004년 《팔도 모창 가수왕》
- 2005년 《아주 이상한 기차》
- 2006년 《유령을 기다리며》
- 2006년 《오늘의 책은 어디로 사라졌을까?》
- 2008년 《깃븐 우리 젊은 날》
- 2009년 《꿈의 연극》
- 2014년 《연장 혹은 도구》
- 2016년 《천변풍경》
- 2016년 《국가 없는 나라, 사라진 기억들》
- 2016년 《검열 언어의 정치작 - 두 개의 국민》
- 2017년 《검열 언어의 정치학 - 두 개의 국민》
- 2017년 《소에츠 - 한반도의 태양》
- 2017년 《괜찮지 않은 이는 없다》
- 2018년 《ING》 - 연출, 극작

### 단편 영화
- 2005년 《요구르트 꽃》 ... 활동사진 공작소 - 철의 가족
- 2007년 《The Pictures》 ... 런던 영화학교 졸업 작품
- 2007년 《Here I am》 ... 중앙대 석사과정 졸업 작품
- 2008년 《그치지 않는 비는 없다》 ... 2008 전주 영화제 경쟁작품 선정
- 2012년 《This is the moment》